# Premio Nacional de Historia de España
El Premio Nacional de Historia de España és un premi literari de llarga trajectòria que atorga anualment el Ministeri d'Educació, Cultura i Esport d'Espanya. Premia la millor obra en l'especialitat d'història d'Espanya, escrita per un autor o autors espanyols, en qualsevol de les llengües espanyoles, entre totes les publicades a Espanya l'any anterior, en la seva primera edició. Està dotat amb 15.000 euros.
Aquest guardó té per objecte reconèixer i estimular la important labor d'estudi i investigació sobre temes relacionats amb la història d'Espanya. Va Ser creat en 1981. Té com antecedents el Premi Nacional de Literatura Menéndez Pelayo (de 1955 a 1972) per a llibres d'estudis històrics o biogràfics i el Premi d'Història d'Espanya i Amèrica, durant el període hispànic Marcelino Menéndez Pelayo (1975-1980).

## Guardonats
- 2021: Antonio J. Díaz Rodríguez por El mercado curial. Bulas y negocios entre Roma y el mundo ibérico en la Edad Moderna[1]
- 2020: Fernando del Rey Reguillo per Retaguardia roja. Violencia y revolución en la guerra civil española.[2]
- 2019: Anna Caballé per Concepción Arenal. La caminante y su sombra.[3]
- 2018: Santiago Muñoz Machado per Hablamos la misma lengua.[4]
- 2017: Enrique Moradiellos García per Historia mínima de la Guerra Civil española.[5]
- 2016: Feliciano Barrios Pintado per La gobernación de la Monarquía de España: consejos, juntas y secretarios de la administración de corte, 1556-1700.[6]
- 2015: Roberto Fernández Díaz per Cataluña y el absolutismo borbónico: historia y política. ISBN 978-84-98927412
- 2014: Carmen Sanz Ayán per Los banqueros y la crisis de la monarquía hispánica de 1640.
- 2013: José Ángel Sánchez Asiaín per La financiación de la Guerra Civil española.
- 2012: Ricardo García Cárcel per La herencia del pasado.
- 2011: Isabel Burdiel per Isabel II. Una biografía, Taurus, Madrid 2010 ISBN 978-84-30607952
- 2010: Pablo Fernández Albaladejo. Historia de España, vol IV: La crisis de la monarquía[7] Barcelona, Editorial Crítica, 2009 ISBN 978-84-7423-966-9
- 2009: José Antonio Escudero López. El Rey. Historia de la monarquía.[8][9]
- 2008: Fernando García de Cortázar. Historia de España desde el Arte[10]
- 2007 - Luis Gil Fernández. El Imperio luso-español y la Persia Safávida, Tomo 1 (1582-1605). (ISBN 84-7392-638-2)[11]
- 2006: Antonio-Miguel Bernal Rodríguez. España, proyecto inacabado: costes/beneficios del imperio.[12]
- 2005 - Santos Juliá Díaz. Historias de las dos Españas. (ISBN 8430605169)
- 2004 - Julio Valdeón Baruque. Alfonso X: la forja de la España moderna. (ISBN 84-8460-277-X)
- 2003 - Luis Antonio Ribot García. La Monarquía de España y la guerra de Mesina (1674-1678).
- 2002 - Fernando Chueca Goitia. Historia de la Arquitectura Española II.
- 2001 - Luis Suárez Fernández. Isabel I, reina.
- 2000 - Carmen Iglesias Cano. Símbolos de España.
- 1999 - Víctor Nieto Alcaide. La vidriera española. Ocho siglos de luz.
- 1998 - Eloy Benito Ruano. Reflexiones sobre el ser de España (Trabajo colectivo).
- 1997 - Antonio Jiménez-Landi. La Institución Libre de Enseñanza y su ambiente.
- 1996 - Juan Marichal. El secreto de España.
- 1995 - Gonzalo Anes Álvarez de Castrillón. El siglo de las luces. (ISBN 84-206-9569-6)
- 1994 - Miguel Ángel Ladero Quesada. Fiscalidad y poder real en Castilla (1252-1369).
- 1993 - Fernando Checa Cremades. Felipe II, mecenas de las artes.
- 1992 - Miguel Artola Gallego. Enciclopedia de Historia de España. (ISBN 84-206-5294-6)
- 1991 - Felipe Ruiz Martín. Pequeño capitalismo, gran capitalismo.
- 1990 - Francisco Comín Comín. Hacienda y economía en la España contemporánea (1800-1936).
- 1989 - Emilio García Gómez. Foco de antigua luz sobre la Alhambra.
- 1988 - Miquel Batllori. Humanismo y Renacimiento.
- 1987 - Julio González González. Reinado y diplomas de Fernando III.
- 1986 - Carlos Seco Serrano. Militarismo y civilismo en la España contemporánea.
- 1985 - Manuel Fernández Álvarez. La sociedad española en el Siglo de Oro.
- 1984 - Josep Maria Font i Rius. Cartas de población y franquicia de Cataluña.
- 1983 - Declarat desert.
- 1982 - José Manuel Cuenca Toribio. Andalucía, historia de un pueblo.
- 1981 - José María Jover Zamora. La era Isabelina y el Sexenio democrático (1834-1874).